# Powiat Spittal an der Drau
Powiat Spittal an der Drau (niem. Bezirk Spittal an der Drau) – powiat w Austrii, w kraju związkowym Karyntia. Siedziba powiatu znajduje się w mieście Spittal an der Drau. Jest największym powiatem kraju związkowego.

## Geografia
Powiat leży w Alpach Centralnych (północ) i Południowych Alpach Wapiennych (południe). Północno-zachodnia i centralna część powiatu leży w Wysokich Taurach, na terenie powiatu znajdują się masywy Goldberggruppe, Ankogelgruppe, Hafnergruppe, Reißeckgruppe i Kreuzeckgruppe. Na północnym wschodzie powiat znajduje się na terenie szczytu Wöllaner Nock. Południowa granica powiatu przebiega w Alpach Gailtalskich.
Powiat Spittal an der Drau graniczy z następującymi powiatami: na północy Zell am See, St. Johann im Pongau, Tamsweg (wszystkie w kraju związkowym Salzburg i Murau (w kraju związkowym Styria), na wschodzie Feldkirchen, na południowym wschodzie Villach-Land, na południu Hermagor oraz na zachodzie Lienz (eksklawa kraju związkowego Tyrol).
Tereny wokół miasta powiatowego są zbiegiem czterech dolin: Oberdrautal, Unterdrautal, Liesertal i Mölltal.

## Podział administracyjny
Powiat podzielony jest na 33 gminy, w tym trzy gminy miejskie (Stadt), dziesięć gmin targowych (Marktgemeinde) oraz 20 gmin wiejskich (Gemeinde).
| Miasta 1. Gmünd in Kärnten (2520) 2. Radenthein (5777) 3. Spittal an der Drau (15 270) Gminy targowe 1. Greifenburg (1 737) 2. Lurnfeld (2 661) 3. Millstatt am See (3462) 4. Oberdrauburg (1203) 5. Obervellach (2206) 6. Rennweg am Katschberg (1705) 7. Sachsenburg (1366) 8. Seeboden am Millstätter See (6645) 9. Steinfeld (2009) 10. Winklern (1202) | Gminy 1. Bad Kleinkirchheim (1682) 2. Baldramsdorf (1848) 3. Berg im Drautal (1229) 4. Dellach im Drautal (1576) 5. Flattach (1157) 6. Großkirchheim (1321) 7. Heiligenblut am Großglockner (964) 8. Irschen (1966) 9. Kleblach-Lind (1159) 10. Krems in Kärnten (1683) 11. Lendorf (1753) 12. Mallnitz (766) 13. Malta (1902) 14. Mörtschach (834) 15. Mühldorf (1012) 16. Rangersdorf (1690) 17. Reißeck (2091) 18. Stall (1476) 19. Trebesing (1162) 20. Weißensee (769) |
| (stan liczby mieszkańców 1 stycznia 2023) | |